# Soročinskij rajon
Il Soročinskij rajon (in russo Сорочинский район?) è un rajon dell'Oblast' di Orenburg, nella Russia europea. Istituito nel 1928, il capoluogo è Soročinsk.